# Francis MacGregor
Francis Edward MacGregor, né en 1950, est un juge et homme politique seychellois. Il a été une figure importante de la politique et du système juridique des Seychelles.

## Biographie
Francis Edward MacGregor est né en 1950 aux Seychelles. Il est membre du parti politique Front progressiste du peuple des Seychelles.
De 1993 à 2007, MacGregor a été président de l'Assemblée nationale des Seychelles. Il a été la première personne à occuper ce poste après les élections multipartites de 1993 aux Seychelles,.
Avant cela, MacGregor avait été élu président de l'Assemblée populaire après les élections de 1987.
En plus de son travail en politique et en droit, MacGregor a également écrit un livre sur l'histoire législative des Seychelles.